# Lija
Lija – jedna z jednostek administracyjnych na Malcie. Mieszka tutaj 3 070 osób. Część Three Villages.

## Architektura
- Wieża Lija Belvedere (Lija Belvedere Tower), belweder z 1857 roku
- Villa Francia, palladianizmowy (z zewnątrz) i barokowy (wewnątrz) pałac zbudowany ok. 1757 roku
- Villa Parisio, willa z XVI wieku
- Villa Gourgion, willa z XVIII wieku[5][6]
- Kościół Przemienienia Pańskiego (Our Saviour’s Church) z 1700 roku, z późniejszymi rozbudowami
- Kościół św. Piotra (Church of Saint Peter)
- Kościół Chrystusa Zbawiciela (Church of Christ the Saviour)
- Kościół św. Andrzeja (Church of Saint Andrew)
- Kościół Mariacki (Church of St. Mary)
- Kościół Madonny tal-Mirakli (Church of the Madonna tal-Mirakli)
- Kościół Niepokalanego Poczęcia (Church of the Immaculate Conception)
- kościół Wniebowzięcia Najświętszej Maryi Panny „Ta’ Duna”
- Jeden z ogrodów Ġonna tal-Kmand, znajduje przy Triq Annibale Preca[7], w obszarze znanym jako Tal-Mirakli w pobliżu granicy z Attard. Ten ogród został częściowo zbudowany jako Plant Biotechnology Center i jego laboratoria. Ma zbiorniki zasilające pobliski Pałac San Anton[8][9].

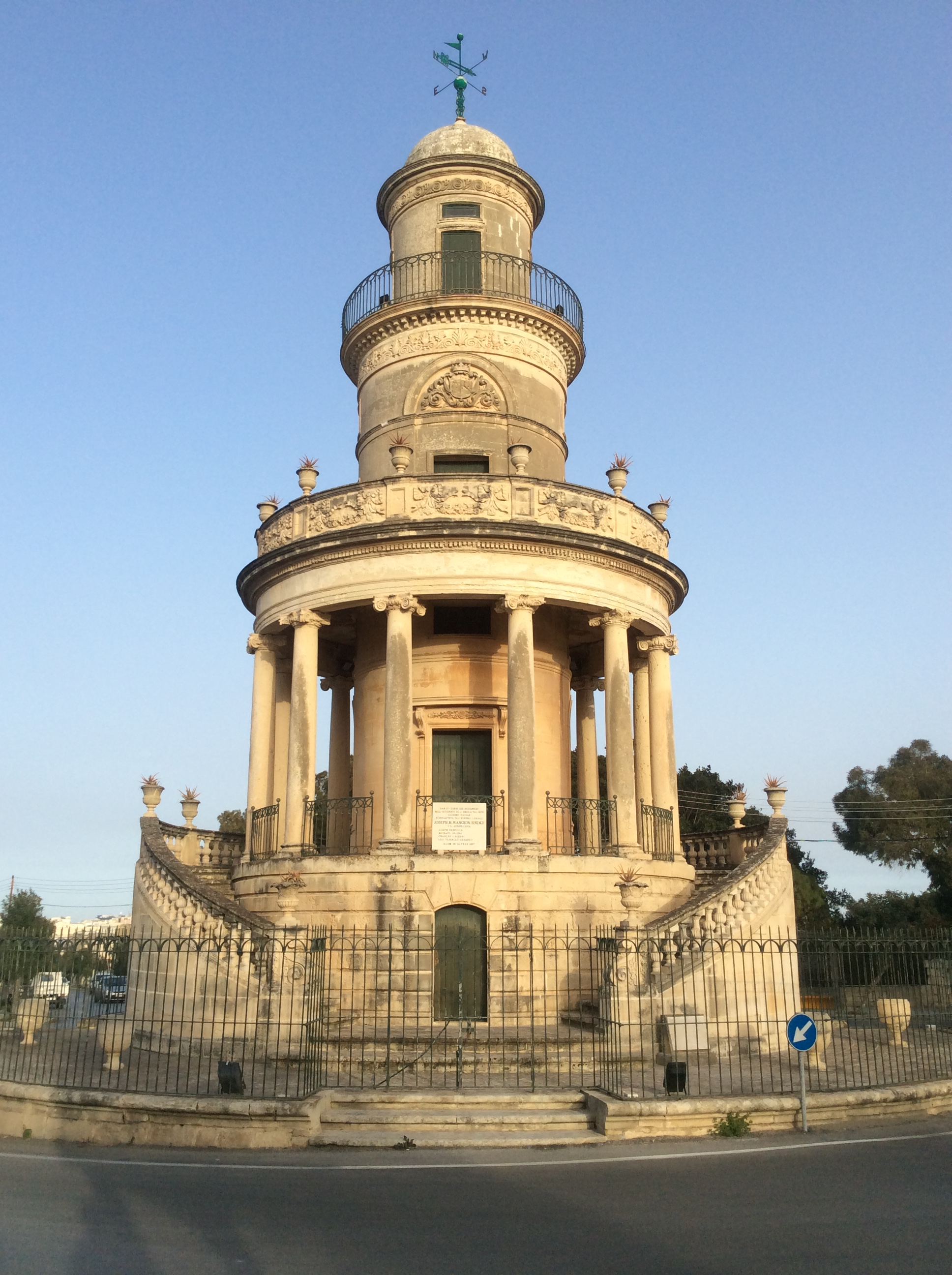
Lija Belvedere Tower
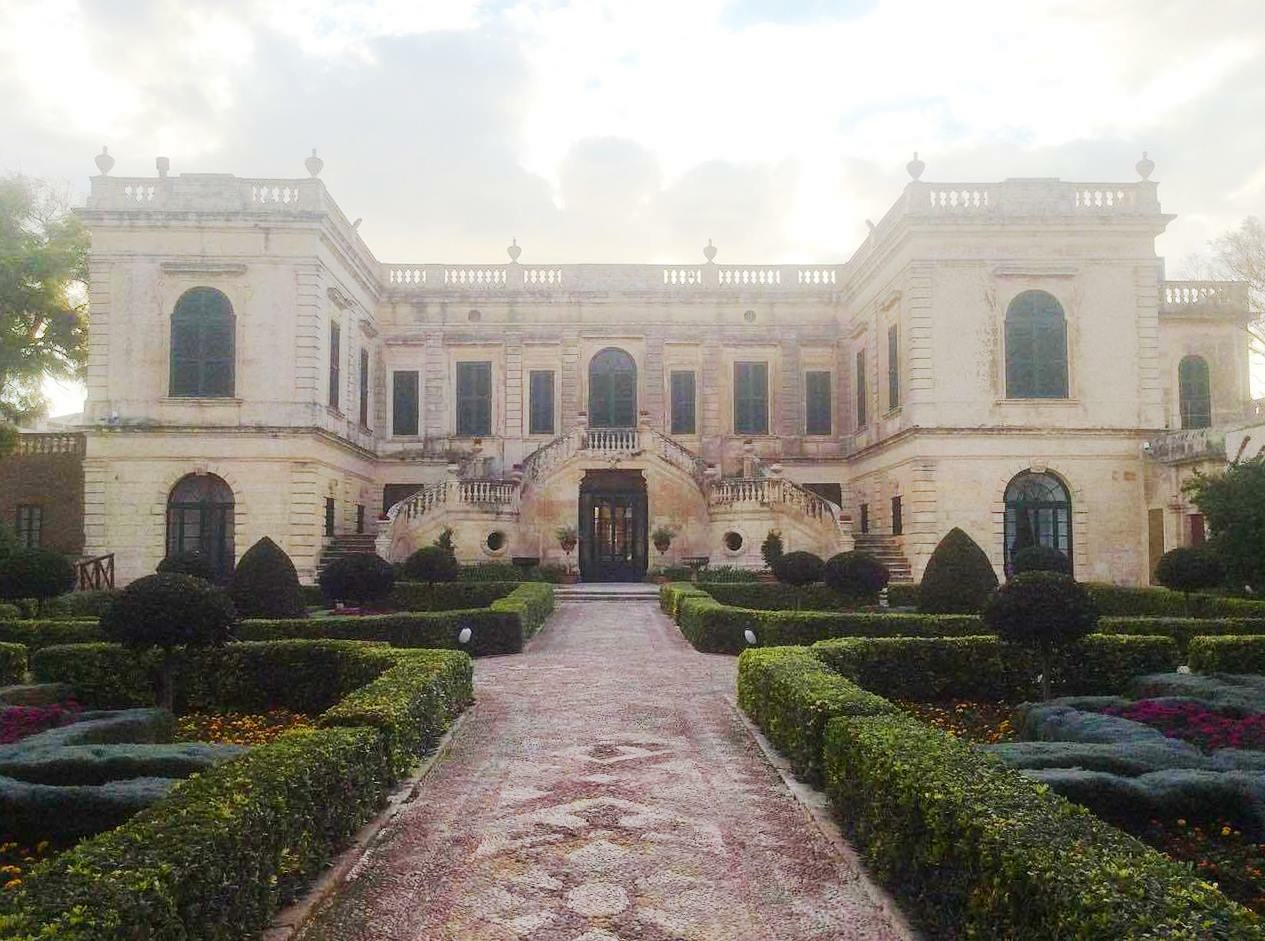
Villa Francia
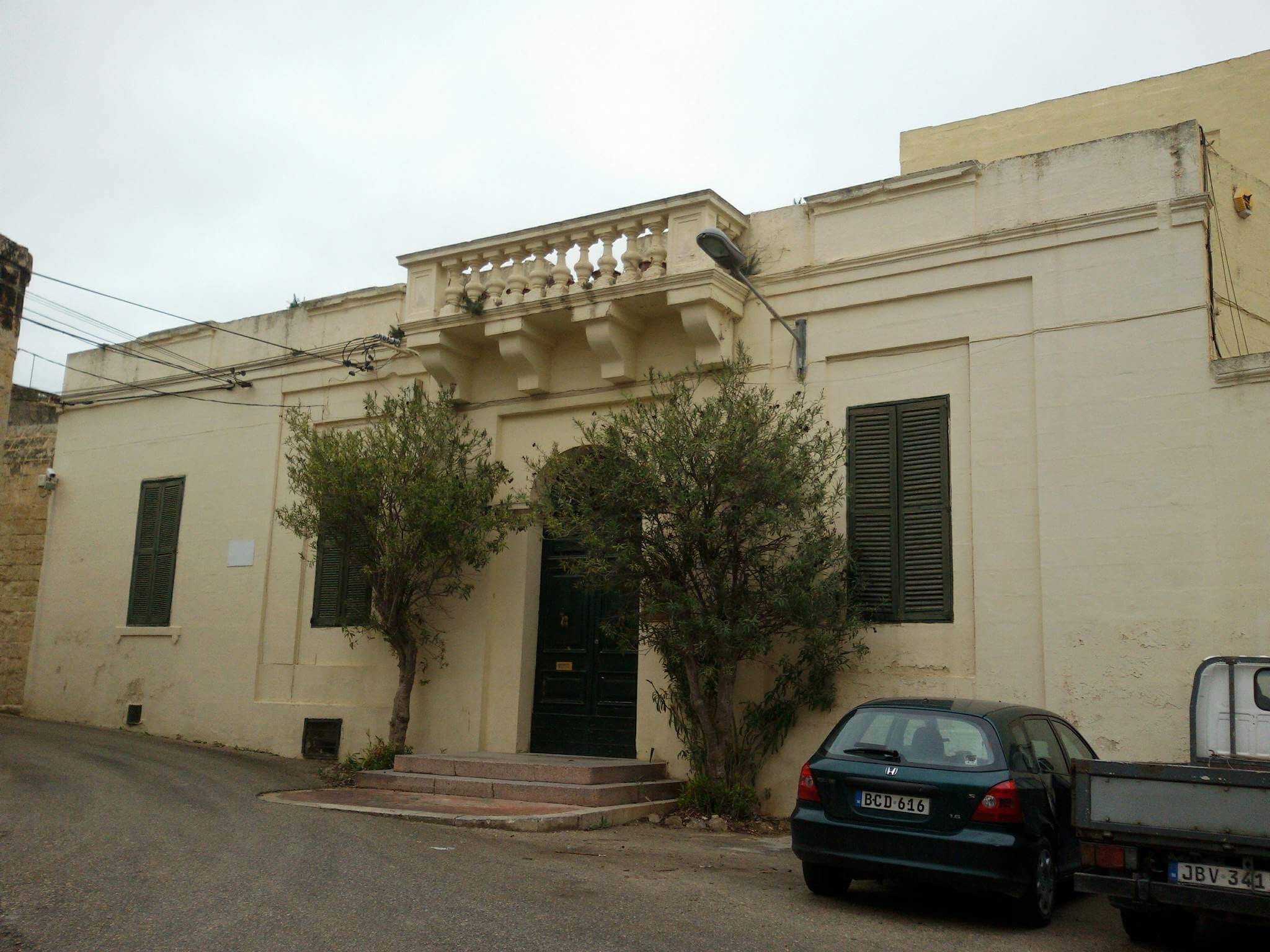
Villa Parisio
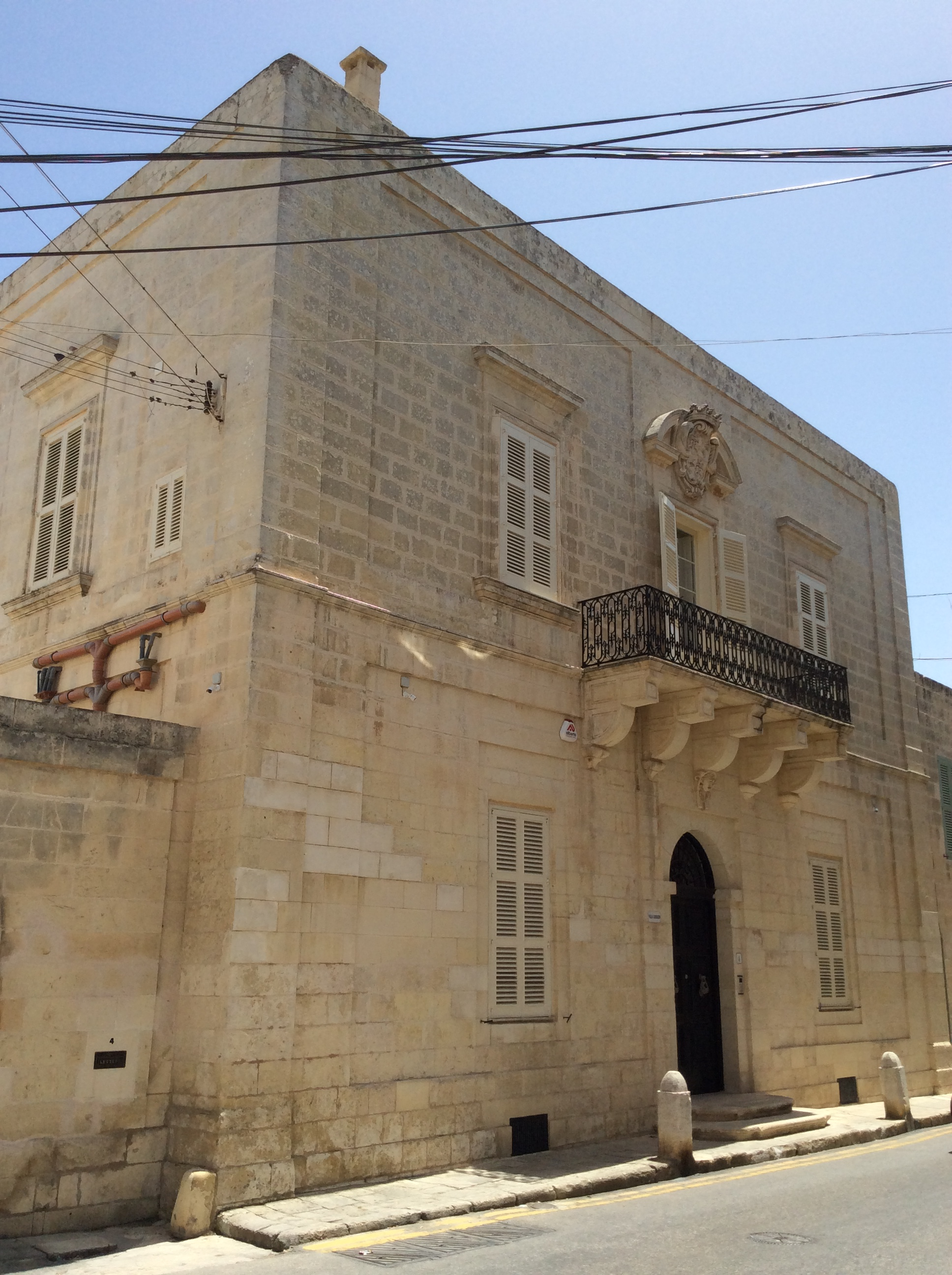
Villa Gourgion
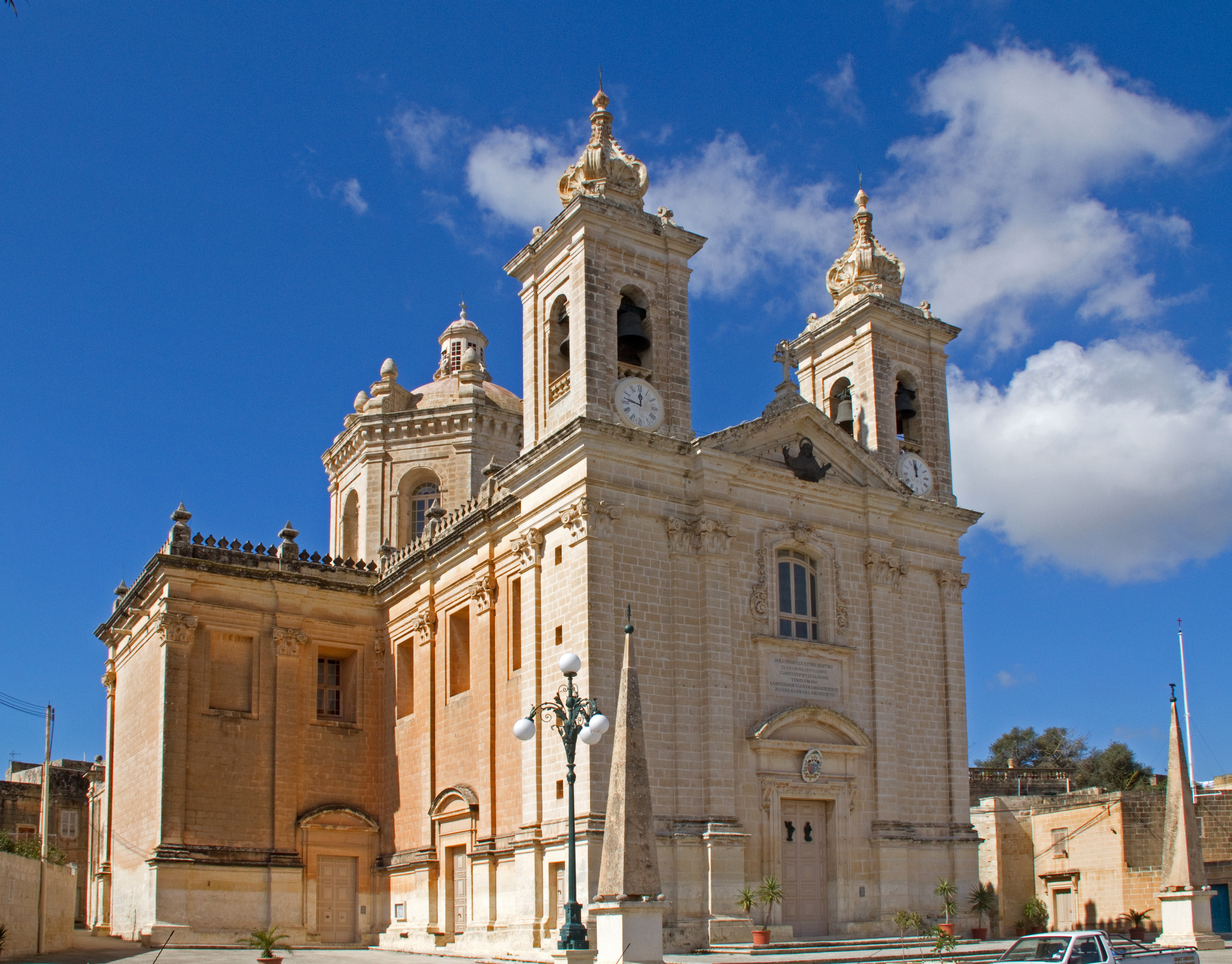
Kościół Przemienienia Pańskiego
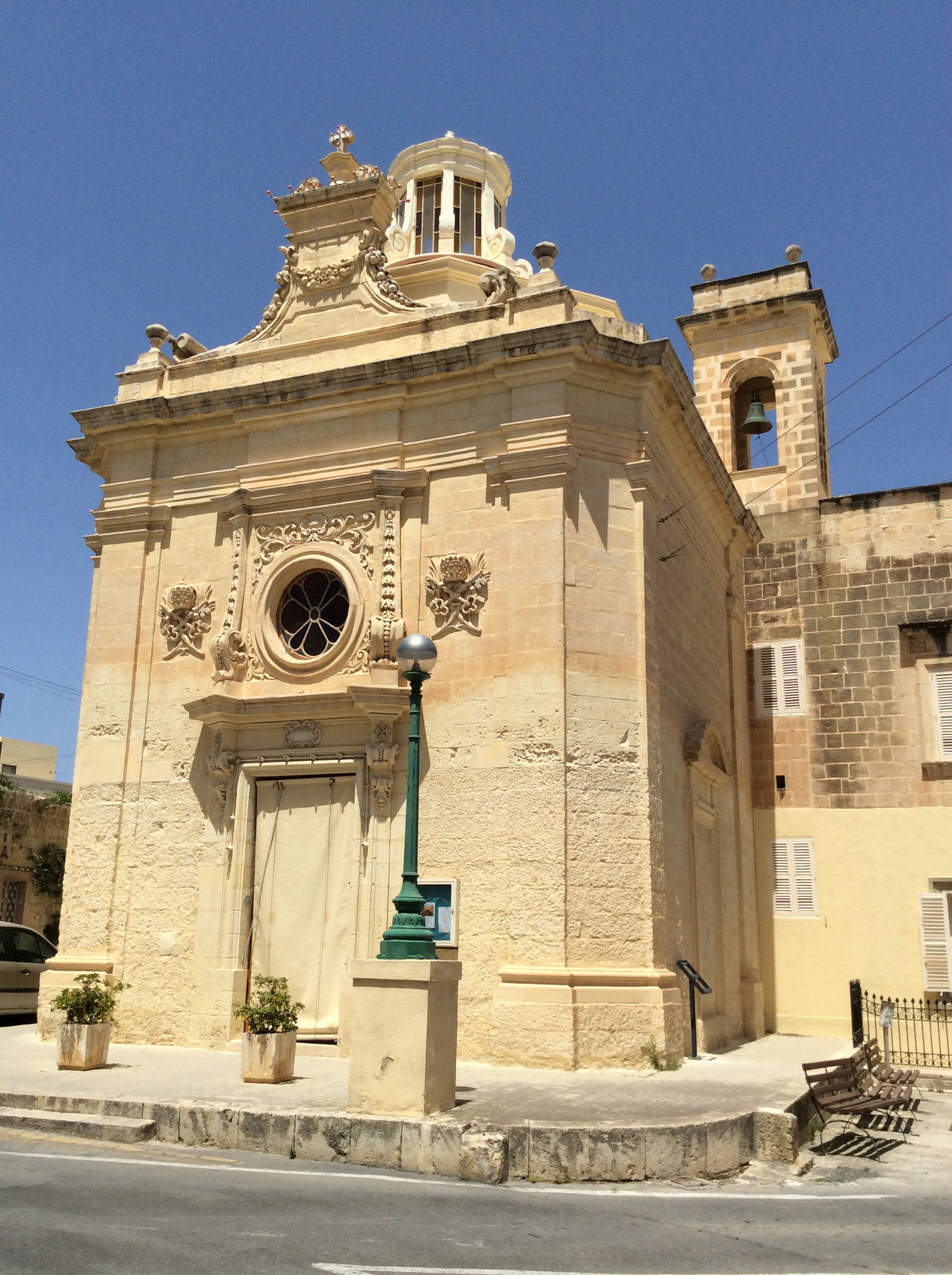
Kościół św. Piotra
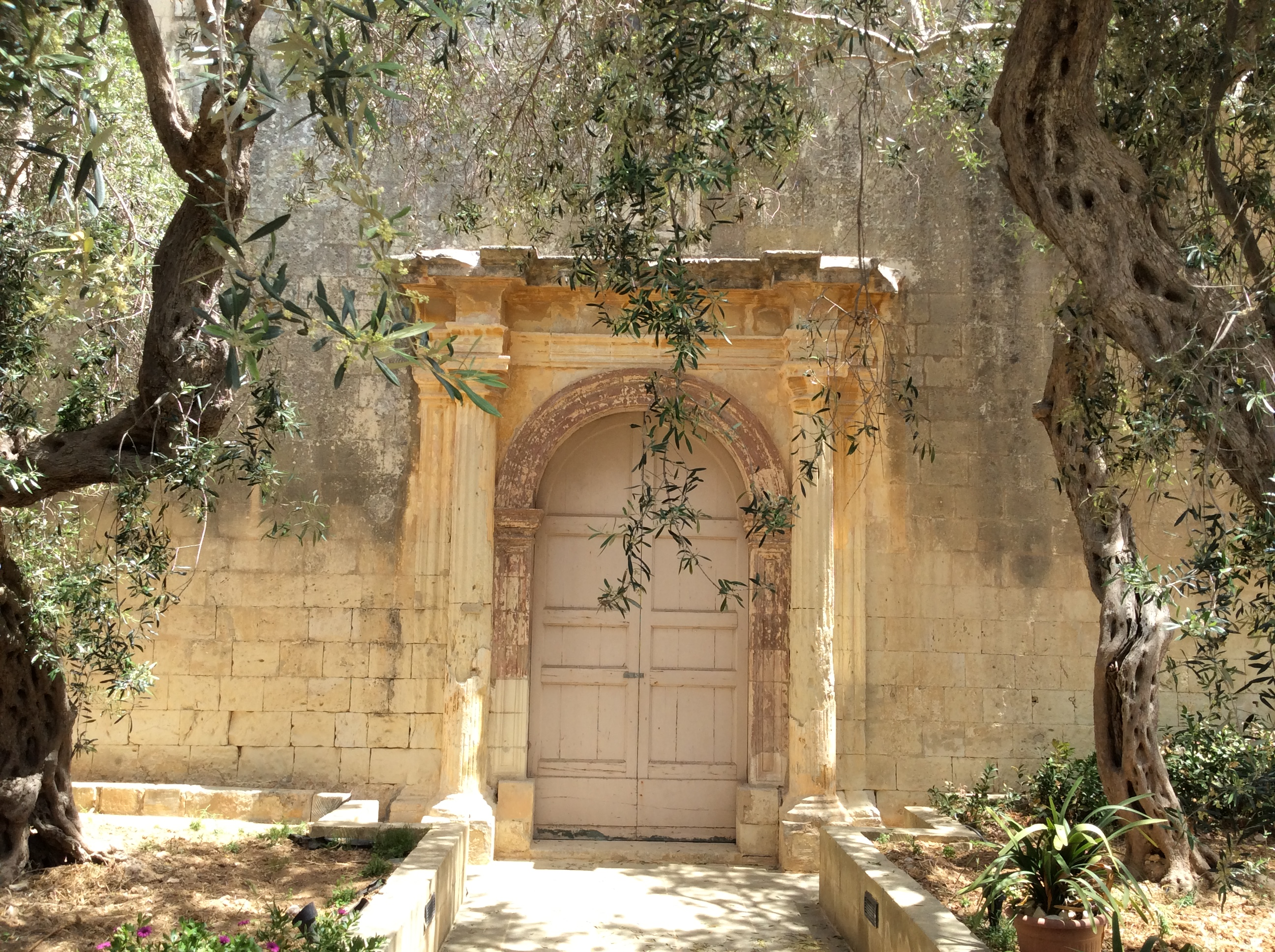
Kościół Chrystusa Zbawiciela
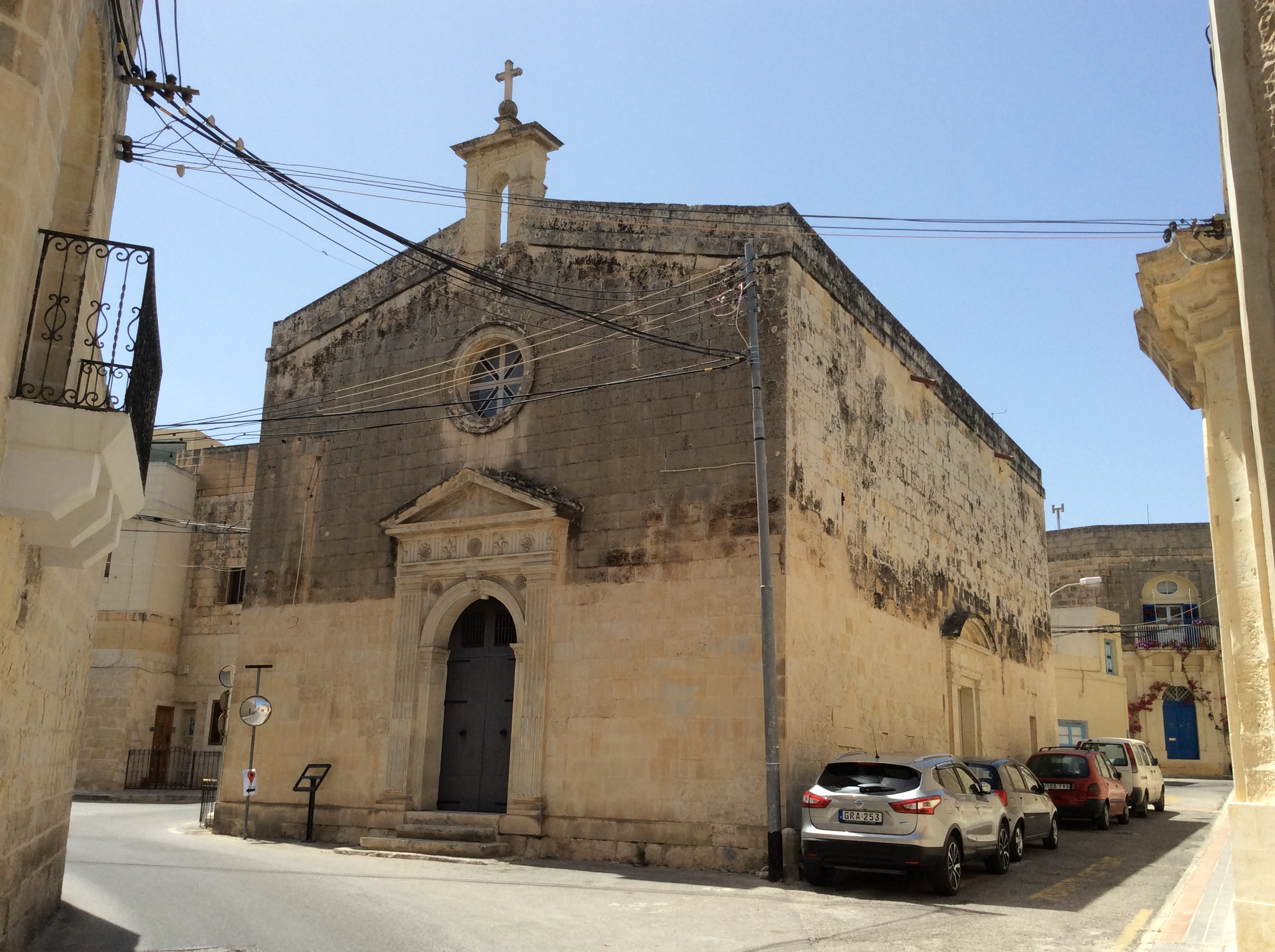
Kościół św. Andrzeja
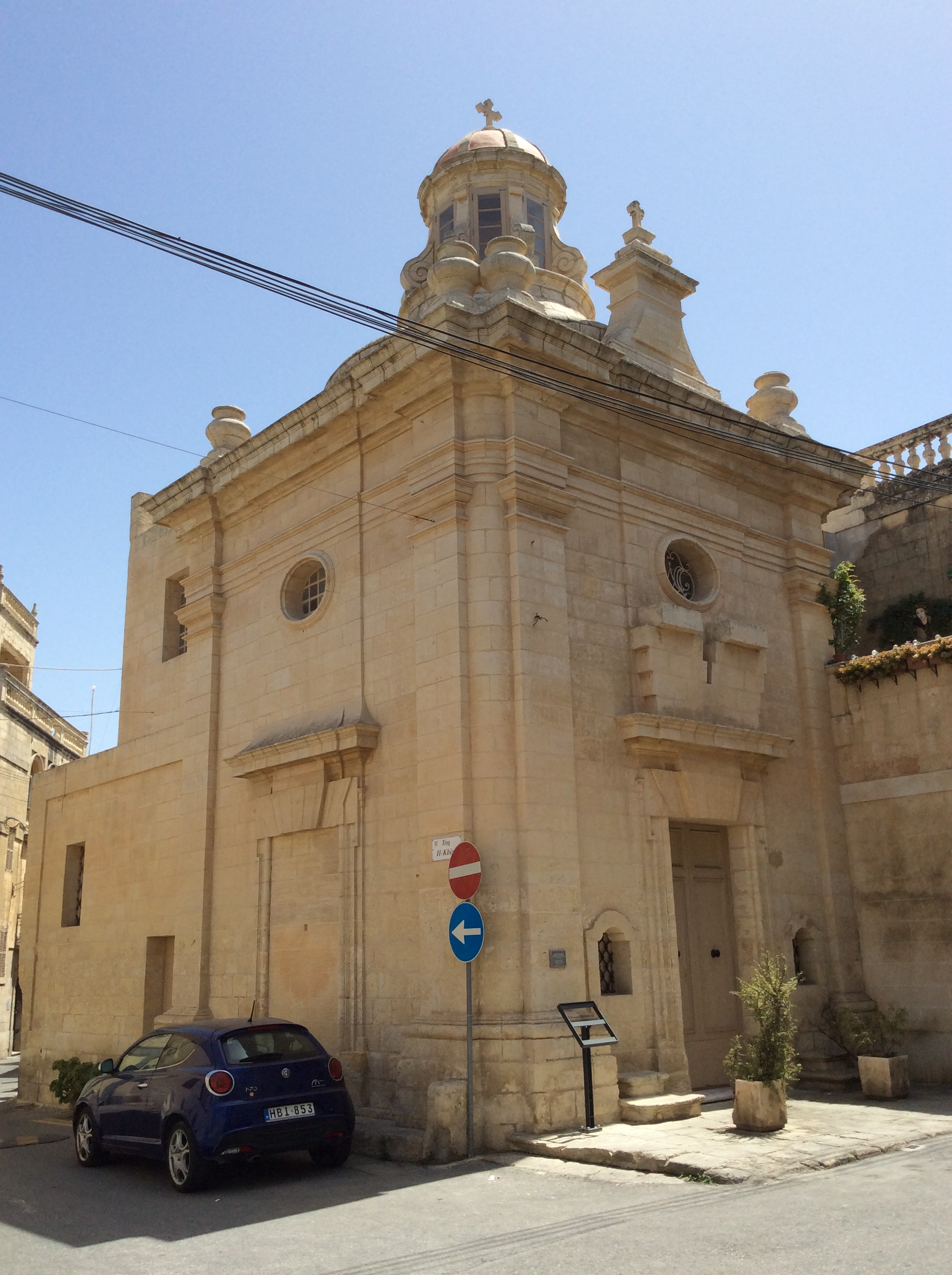
Kościół Mariacki
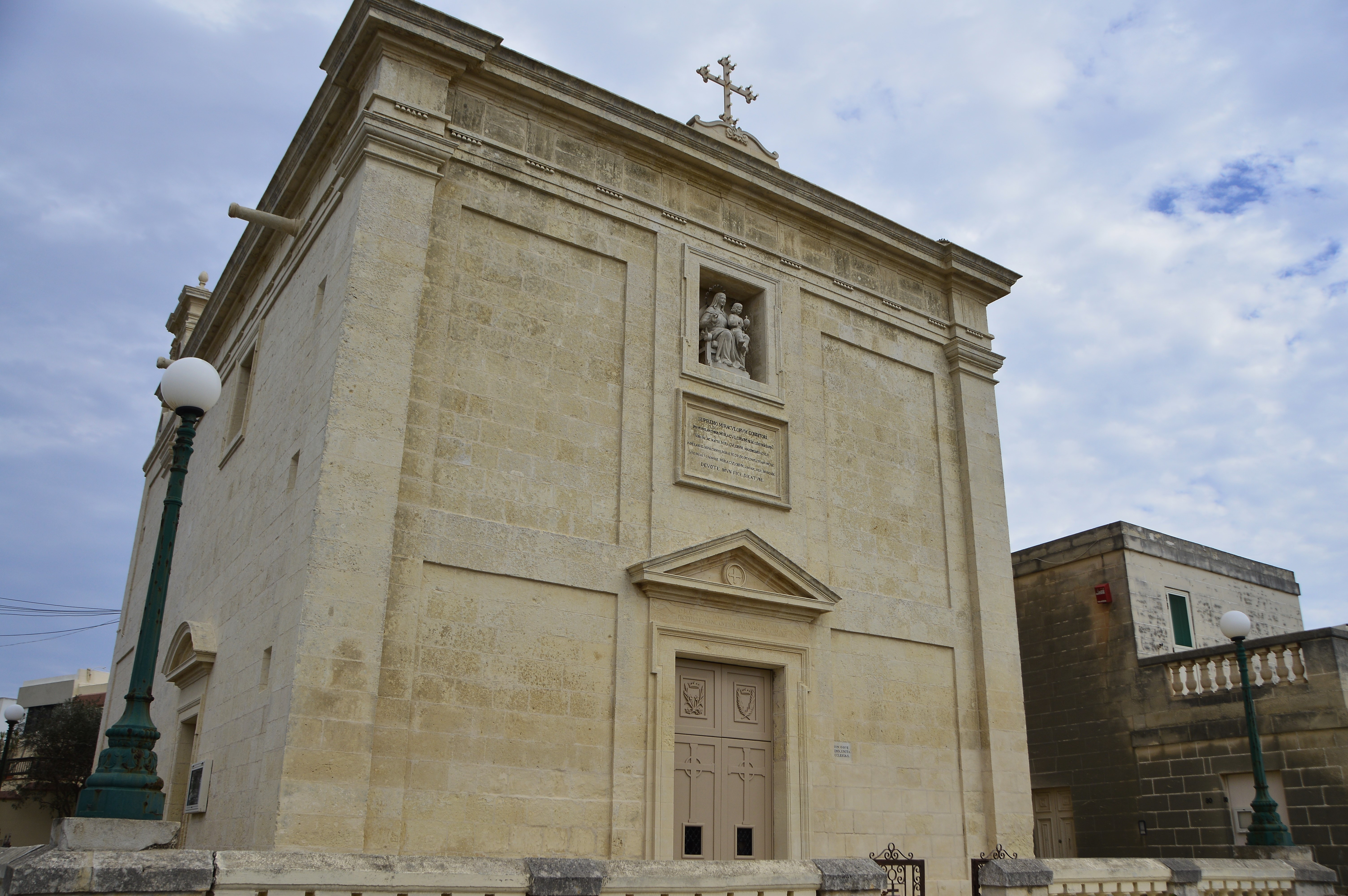
Kościół Madonny tal-Mirakli

## Sport
W miejscowości funkcjonuje klub piłkarski Lija Athletic FC. Powstał w 1949 roku. Obecnie gra w Maltese First Division, drugiej maltańskiej lidze.